# Søerne i Riftdalen
«Søerne i Riftdalen» er gruppe af tre lavvandede, sammenhængende saltsøer i Riftdalen i Kenya som sammen blev udpeget til verdensarvområde i 2011. De tre søer er Bogoriasøen, Nakurusøen og Elmenteitasøen.

## Eksterne kilder og henvisninger
- Kenya Lake System in the Great Rift Valley and Australia's Ningaloo Coast inscribed on UNESCO's World Heritage List

- Wikimedia Commons har flere filer relateret til Søerne i Riftdalen